# Katerina Angelaki-Rouk
Katerina Angelaki-Rouk (gr. Κατερίνα Αγγελάκη-Ρουκ, ur. w lutym 1939 w Atenach, zm. 20 stycznia 2020) – grecka poetka i tłumaczka.

## Życiorys
Urodziła się w lutym 1939 roku w Atenach w rodzinie prawnika Janisa Angelakisa i Eleni z domu Stamaki. Jej ojcem chrzestnym był Nikos Kazandzakis, który zachęcił ją do publikacji pierwszego wiersza na łamach magazynu literackiego, gdy miała 17 lat. Studiowała angielski, francuski i rosyjski w Atenach, Nicei i Genewie. Jej debiutancki tomik poetycki ukazał się w 1963 roku. W tym samym roku wyszła za mąż za Anglika, uczonego Rodneya Rooke’a. Jej drugi tomik opublikowano w 1971 roku, od tego czasu jej twórczość zaczęła się ukazywać regularnie.
Należała do najważniejszych poetów drugiej powojennej generacji, zaliczana bywa do „pokolenia roku siedemdziesiątego”, choć zadebiutowała wcześniej, niż większość do niej zaliczanych literatów. Centralne miejsce w jej twórczości zajmowały rozważania nad ciałem: czy pozwala ono zrozumieć istotę świata, czy raczej utrudnia ten proces. Opisywała cielesność odczuć, fizyczność była także ważna w jej procesie twórczym. Według Michała Bzinkowskiego częstymi motywami w jej poezji były „pytania egzystencjalne, poszukiwanie głębszej istoty rzeczy poprzez fizyczność”. Jej postrzeganie samotności jako głębszego, ontologicznego stanu istnienia, wyróżniało ją na tle współczesnej literatury greckiej.
Opublikowała przeszło 20 tomików poetyckich, jej wiersze zostały przełożone na kilkanaście języków. Po polsku jej wiersze ukazały się w antologiach Poetyki miłości: wybór wierszy współczesnych poetek greckich (1985), Ciało z grzechu: greckie wiersze miłosne (1990), O, Święty grzechu: greckie wiersze miłosne (1996), w tłumaczeniu Marii Ganaciu i Stanisława Srokowskiego. Angelaki-Rouk była również cenioną tłumaczką z języka angielskiego i rosyjskiego. Przetłumaczyła na grecki dzieła takich autorów, jak Saul Bellow, Iosif Brodski, Derek Walcott, Wasilij Grossman, Michaił Lermontow i Aleksander Puszkin. Została wyróżniona m.in. grecką Państwową Nagrodą Poetycką (1985), nagrodą Akademii Ateńskiej (2000) oraz Prix Hensch miasta Genewy (1962).
Zmarła 20 stycznia 2020 roku.